# Iglesia Sretenskaya
La Iglesia Sretenskaya (Pequeña Iglesia del Palacio de Invierno en ruso) es la iglesia imperial de la casa del Palacio de Invierno en San Petersburgo. Construido por Bartolomeo Rastrelli en 1768, destruida en el incendio de 1837, fue reconstruida por el arquitecto Stasov .
Después de la Revolución de febrero de 1917, el iconostasio fue desmantelado en 1929.

## Historia
El primer templo de la Presentación del Señor se construyó en el Palacio de Invierno durante el reinado de Catalina I  . Diseñada por Francesco Bartolomeo Rastrelli, fue construida en el emplazamiento de un templo homónimo, que existía en el palacio de Anna Ioannovna . Su decoración fue realizada por el maestro I. Janí. No se han conservado imágenes del interior de la iglesia y la información sobre su decoración original es escasa.
El templo fue consagrado el 21 de enero de 1768. Con una ubicación conveniente cerca de la mitad residencial del palacio en el segundo piso del risalit del noroeste, se usaba para el culto privado de la familia imperial  .
Bajo Nicolás I recibió el estatus de catedral, y los servicios se celebraban allí anualmente el 14 de diciembre en recuerdo de los trágicos acontecimientos de la ascensión al trono de Nicolás  .
Fue destruida por un incendio en 1837, en el que todo el palacio resultó dañado. Su restauración, junto a la de otras dependencias, se encargó a Vasili Stásov. Este quería hacerla de doble altura ; aunque  el emperador no lo vio bien, quien indicó que la tarea era "tratar de restaurar todo en su forma original como con la mayor precisión posible" . El proyecto de restauración, elaborado con la participación activa de Nicolás I, fue aprobado en abril de 1838 y, en general, la decoración posterior al incendio reprodujo el aspecto original de la Iglesia Sretenskaya.

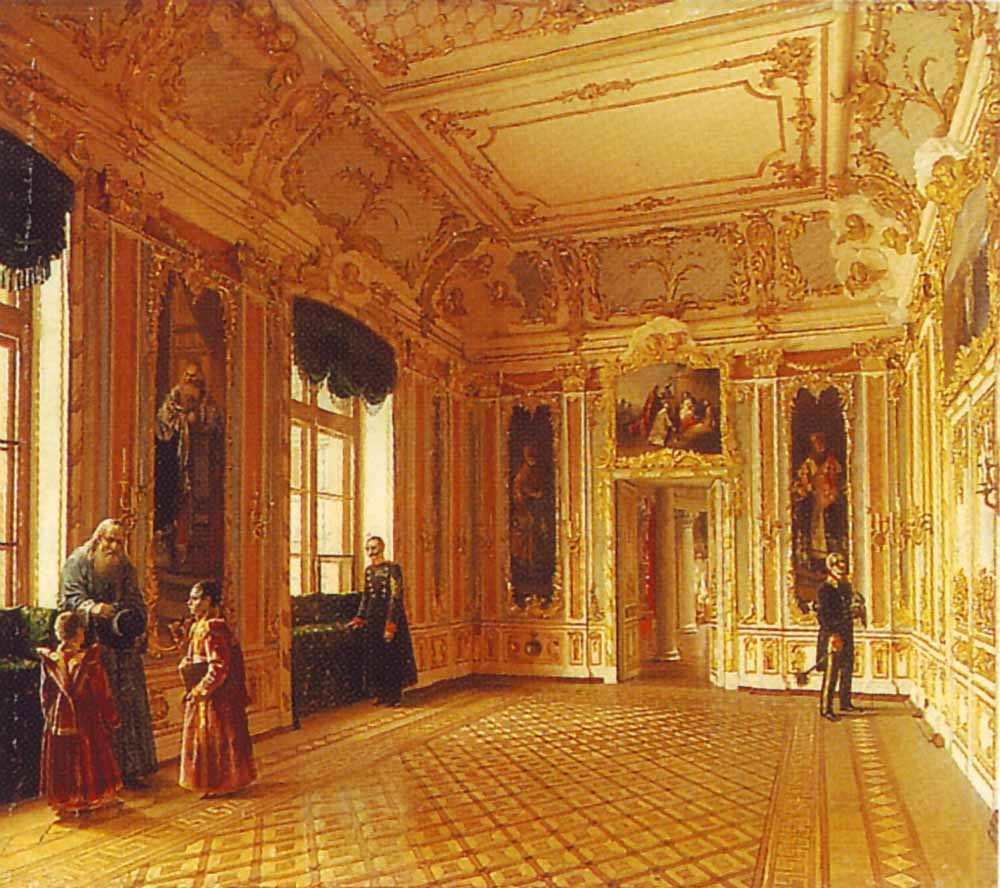
Vista interior de la Pequeña Iglesia del Palacio de Invierno en San Petersburgo
(NA Burdin, 1840)

Esta fue la primera parte del  Palacio de Invierno en ser restaurado después del incendio. Su consagración tuvo lugar la víspera de la fiesta de su templo, el día de la Presentación del Señor, 1 de enero de 1839, un mes y medio antes que la Gran Iglesia del Palacio de Invierno. El rito de consagración fue realizado por el Metropolitano de Kiev y Galicia Filaret (Amfiteatrov).
Después de la Revolución de febrero, el Gobierno Provisional nacionalizó el Palacio de Invierno, incluidas las dos iglesias domésticas ubicadas en él. En noviembre de 1917, se inauguró el Museo Estatal del Hermitage sobre la base del Palacio de Invierno. El 29 de mayo de 1918, el Presidium del Comité Ejecutivo Central de la Unión de Comunas de la Región Norte negó a la Hermandad de Consejos Parroquiales el uso de las instalaciones de la antigua casa-iglesia ubicada en el territorio del museo. El derecho de uso de las instalaciones de la iglesia se transfirió al Museo de la Revolución, y en 1929 se desmanteló el iconostasio durante la construcción de la sala de conferencias del museo. En 1939, durante la construcción de una sala auxiliar para el Hermitage, se cubrieron las paredes con escudos de lona, se encaló el techo y se desmantelaron los elementos decorativos. Posteriormente, en el recinto de la casa-iglesia se ubicaron los talleres de restauración del Hermitage.
En la década de 1990, se restauró la decoración decorativa restante del recinto de la iglesia, durante la cual se despejó el techo pintoresco. Los trabajos de restauración continuaron y el 5 de mayo de 2021, se abrió al público,  desplegándose en ella la exposición "Vestimentas de la iglesia ortodoxa de los siglos XVII - principios del XX en la colección delHermitage".

## Decoración de interiores

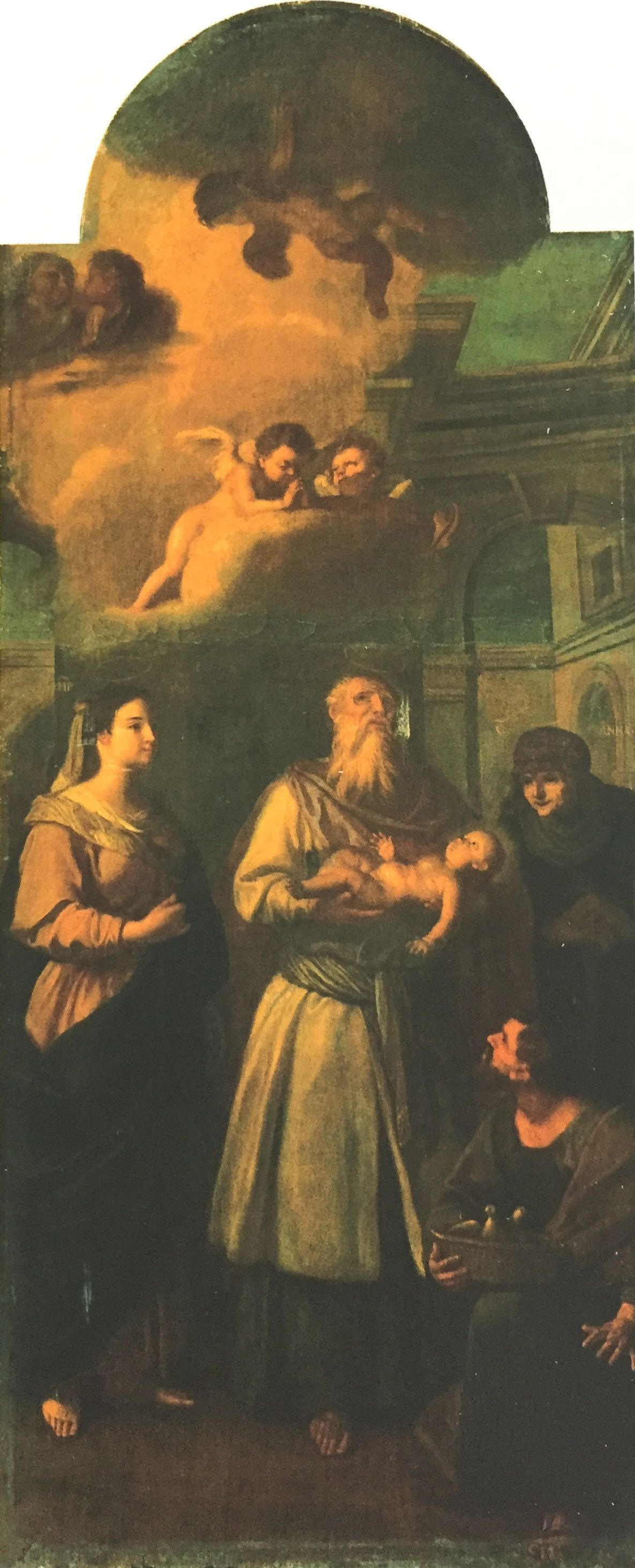
La Presentación del Señor (icono del templo de la Iglesia Menor, segundo tercio del)

La decoración fue recreada por Vasili Stásov entre 1838 y 1839. Para reproducir el aspecto original, anterior al incendio, se utilizó información sobre sus reparaciones a finales del siglo XVIII - primer tercio del siglo XIX y descripciones sobre cómo era su interior.
Recibió una decoración barroca dorada compleja: algunos elementos decorativos fueron dorados sobre un sustrato de color, mientras que las imágenes tridimensionales de cabezas de ángeles y adornos de rocalla se hicieron de papel maché. Los muros estaban divididos por pilastras y pintados de azul claro.
Como había una Sala de Diamantes encima, no tiene bóvedas; sino un techo plano estaba decorado con un plafón que representaba la Bajada del Espíritu Santo de  Maykova según Carl Timoleon von Neff.

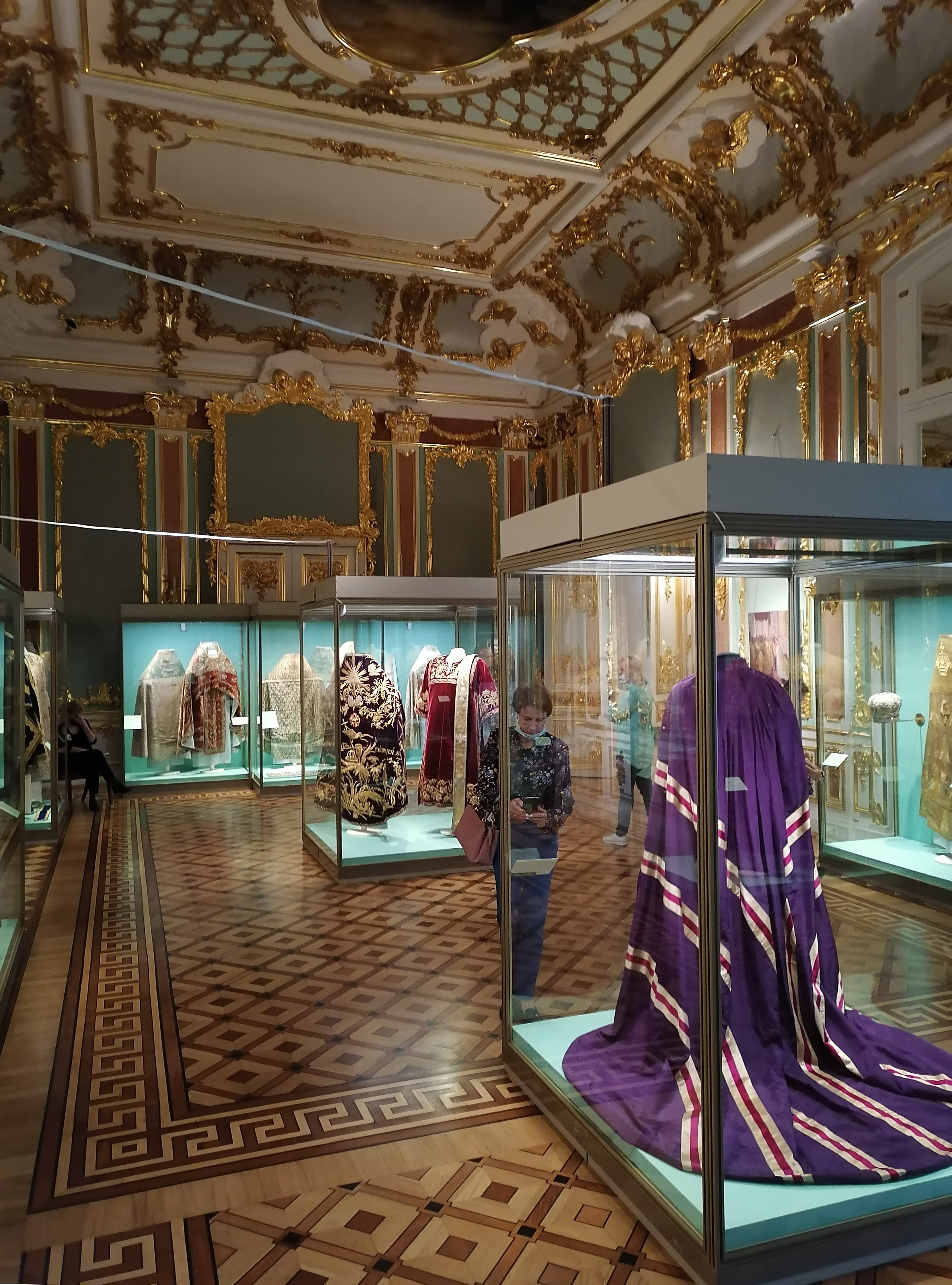
Salón de la iglesia en 2021 después de la restauración

Un iconostasio de dos niveles de V. Bobkova:
En el iconostasio había 16 iconos, algunos de los cuales son imágenes antiguas salvadas en un incendio, pintadas sobre lienzo en el segundo tercio del siglo XVIII, presumiblemente por I. Y. Belsky y Vishnyakov (no hay documentos que indiquen la autoría y una datación más preciso de los iconos). En las paredes se colocaron nuevas imágenes de las imágenes de santos, pintadas por Carl Timoleon von Neff. La elección de los temas se llevó a cabo de acuerdo con fechas memorables en la historia de la casa imperial.
En la cubierta del palacio, encima de esta iglesia se construyó una espadaña con cúpula bulbosa barroca. La escalera del palacio que conduce a la Iglesia Sretenskaya fue nombrada escalera de la Iglesia.
Desde finales del siglo XIX, una cruz de plata dorada con las reliquias de los Tres Jerarcas y una partícula del Árbol que da vida, que fue traída del monasterio Pantokrator ( Monte Athos), se guardaba en la sacristía de la Iglesia de finales del siglo XIX.

## Cm. además
- Gran Iglesia del Palacio de Invierno

## notas
1. 1 2  «Собор Спаса нерукотворного образа с церковью Сретенья Господня при Императорском Зимнем дворце». Энциклопедия Санкт-Петербурга. Consultado el 3 de marzo de 2017.
2. ↑  Государственный Эрмитаж. — Православные церковные облачения XVII – начала ХХ века в собрании Эрмитажа.

## Literatura
- Зимин И. В. Зимний дворец. Люди и стены. История императорской резиденции. 1762—1917. — СПб., 2012.

## Enlaces
- Catedral del Salvador No Hecha a Mano y la Iglesia de la Presentación del Señor en el Palacio Imperial de Invierno Artículo en la Enciclopedia de San Petersburgo

- Datos: Q25394620
- Multimedia: Small Church of Winter Palace / Q25394620